# Норт-Корбін (Кентуккі)
Норт-Корбін (англ. North Corbin) — переписна місцевість (CDP) в США, в округах Лорел і Нокс штату Кентуккі. Населення — 1727 осіб (2020).

## Географія
Норт-Корбін розташований за координатами 36°57′56″ пн. ш. 84°5′44″ зх. д. / 36.96556° пн. ш. 84.09556° зх. д. (36.965634, -84.095575).  За даними Бюро перепису населення США в 2010 році переписна місцевість мала площу 4,66 км², з яких 4,61 км² — суходіл та 0,05 км² — водойми.

## Демографія
Згідно з переписом 2010 року, у переписній місцевості мешкали 1773 особи в 742 домогосподарствах у складі 472 родин. Густота населення становила 381 особа/км².  Було 822 помешкання (177/км²).
Расовий склад населення:
| - 97,1 % — білих - 0,9 % — азіатів - 0,4 % — корінних американців - 0,3 % — чорних або афроамериканців |

До двох чи більше рас належало 1,0 %. Частка іспаномовних становила 1,0 % від усіх жителів.
За віковим діапазоном населення розподілялося таким чином: 23,2 % — особи молодші 18 років, 65,0 % — особи у віці 18—64 років, 11,8 % — особи у віці 65 років та старші. Медіана віку мешканця становила 38,4 року. На 100 осіб жіночої статі у переписній місцевості припадало 92,1 чоловіків;  на 100 жінок у віці від 18 років та старших — 89,8 чоловіків також старших 18 років.
Середній дохід на одне домашнє господарство  становив 36 789 доларів США (медіана — 35 363), а середній дохід на одну сім'ю — 38 022 долари (медіана — 34 613). За межею бідності перебувало 22,2 % осіб, у тому числі 36,9 % дітей у віці до 18 років та 6,9 % осіб у віці 65 років та старших.
Цивільне працевлаштоване населення становило 529 осіб. Основні галузі зайнятості: публічна адміністрація — 17,8 %, освіта, охорона здоров'я та соціальна допомога — 17,0 %, роздрібна торгівля — 16,1 %.